# Reyaad Pieterse
Pour les articles homonymes, voir Pieterse.
Reyaad Pieterse, né le 17 février 1992, est un footballeur international sud-africain. Il évolue actuellement à Mamelodi Sundowns comme gardien de but.

## Biographie

### En club

#### Shamrock Rovers
Formé au Bidvest Wits, il est repéré par Shamrock Rovers alors qu'il évolue à la Nike Academy à Loughborough. Il rejoint le club en février 2012 en tant que doublure d'Oscar Jansson. Il fait ses débuts le 9 avril 2012 en League of Ireland Cup contre Salthill Devon (victoire 2-0). L'équipe atteint la finale et s'incline 3-1 face à Drogheda United. Il joue son unique match en League of Ireland le 12 mai 2012, face à Sligo Rovers (défaite 3-0). Lors de cette saison, il remporte la Leinster Senior Cup.

#### Kaizer Chiefs
En janvier 2013, il retourne dans son pays d'origine du côté de Kaizer Chiefs. Étant quatrième dans la hiérarchie des gardiens, il ne joue pas jusqu'à l'issue du championnat et n'est donc pas considéré comme champion malgré les sacres de son équipe en Absa Premiership et Coupe d'Afrique du Sud.
À partir de la saison 2013-2014, il est la doublure d'Itumeleng Khune. Il joue son premier match le 27 novembre 2013, contre Polokwane City (victoire 4-1). Il est également titulaire lors des quatre matchs de Ligue des champions de la CAF.
Il remporte le championnat en 2014-2015.
Lors de sa dernière saison au club, il profite des nombreuses blessures du gardien titulaire pour prendre part à 18 rencontres toutes compétitions confondues. Il ne renouvelle pas son contrat et quitte le club.

#### Supersport United
En juin 2016, il s'engage libre avec Supersport United. Il occupe le rôle de doublure de Ronwen Williams mais profite d'une grosse blessure de celui-ci pour acquérir du temps de jeu. Il joue son premier match sous ses nouvelles couleurs le 23 novembre 2016, contre Kaizer Chiefs (1-1). Lors de sa première saison, il remporte la Coupe d'Afrique du Sud face à Orlando Pirates (4-1).
Williams se blesse à nouveau durant la saison 2017-2018 permettant à Pieterse d'obtenir quelques titularisations.

#### Mamelodi Sundowns
En août 2018, il rejoint Mamelodi Sundowns. Il se partage le poste de doublure avec Kennedy Mweene, derrière Denis Onyango. Il joue son premier match le 16 septembre 2018, contre AmaZulu (3-3). Il fait 5 apparitions pour sa première saison et remporte le championnat.

### En sélection
Il reçoit sa première sélection en équipe d'Afrique du Sud le 18 juin 2016, lors de la Coupe COSAFA 2016 contre le Lesotho (victoire 1-1 4-2). L'Afrique du Sud remporte alors la compétition.
Il participe ensuite à la Coupe COSAFA 2018 ainsi qu'à la Coupe COSAFA 2019.

## Palmarès

### En club

#### Shamrock Rovers
- League of Ireland Cup
  - Finaliste : 2012
- Leinster Senior Cup (1)
  - Vainqueur : 2012

#### Kaizer Chiefs
- Absa Premiership (1)
  - Champion : 2014-2015
  - Vice-champion : 2013-2014
- Telkom Knockout 
  - Finaliste : 2015
- MTN 8
  - Finaliste : 2015

#### Supersport United
- Coupe d'Afrique du Sud (1)
  - Vainqueur : 2016-2017
- Telkom Knockout
  - Finaliste : 2016

#### Mamelodi Sundowns
- Absa Premiership (1)
  - Champion : 2018-2019

### En sélection
- Coupe COSAFA
  - Vainqueur : 2016